# Jacques André Manuel
Pour les articles homonymes, voir Manuel.
Jacques André Manuel est un homme politique français né le 8 juin 1791 à Nevers (Nièvre) et décédé le 9 janvier 1857 à Nevers.

## Biographie
Entré à l'école militaire de Saint-Cyr en 1809, il fait les différentes campagnes napoléoniennes de 1811 à 1815. Banquier à Nevers sous la Restauration, il est un opposant libéral au régime en place. Conseiller de préfecture en 1830, il est député de la Nièvre de 1839 à 1848, siégeant d'abord avec le Tiers-Parti, puis dans l'opposition à la Monarchie de Juillet. Il est député de la Nièvre de 1848 à 1851, siégeant à droite et se ralliant au coup d’État du 2 décembre 1851. Il est sénateur du Second Empire de 1852 à 1857.
Il est inhumé au Cimetière Jean-Gautherin à Nevers.

## Sources
- « Jacques André Manuel », dans Adolphe Robert et Gaston Cougny, Dictionnaire des parlementaires français, Edgar Bourloton, 1889-1891 [détail de l’édition] [texte sur Sycomore]